# Alain Maucorps
Alain Maucorps, né le 2 juillet 1912 à Constantinople (Turquie) et mort le 13 décembre 1990 à Saint-Germain-en-Laye (Yvelines), est un jésuite, préfet du lycée Saint-Louis-de-Gonzague de 1945 à 1957, recteur de l'école Sainte-Geneviève de Versailles de 1957 à 1962 et conseiller ecclésiastique de la Fédération sportive de France de 1958 à 1962.
Après s'être particulièrement consacré à la réinsertion des délinquants et des drogués par les activités maritimes de 1968 à 1974, en collaboration avec le père Michel Jaouen, il dirige le Centre d'études pédagogiques de 1976 à 1979 avant d'assumer la responsabilité de la paroisse francophone de Tokyo et y enseigner à l’université Sophia jusqu'en 1983.

## Biographie

### Famille
Alain Ismet Maucorps naît à Constantinople du mariage d'Edmond Frédéric Maucorps — colonel, attaché militaire dans cette ville de 1910 à 1914 — et de Suzanne Gervais.
Il a un frère aîné, Paul Hassan Louis Maucorps (1911-1969), licencié ès sciences et ès lettres, diplômé de l'École navale, de l'Institut d'ethnologie et de l'Institut de psychologie, capitaine de corvette puis directeur scientifique en sociologie au Centre national de la recherche scientifique (CNRS),.

### Formation
Après des études secondaires au lycée de Metz, il entre au noviciat de la Compagnie de Jésus à Laval en novembre 1930. Après diverses expériences d'enseignement dans les collèges de Tours et de Brest, il est ordonné prêtre en 1943.

## Ministère

### Enseignant

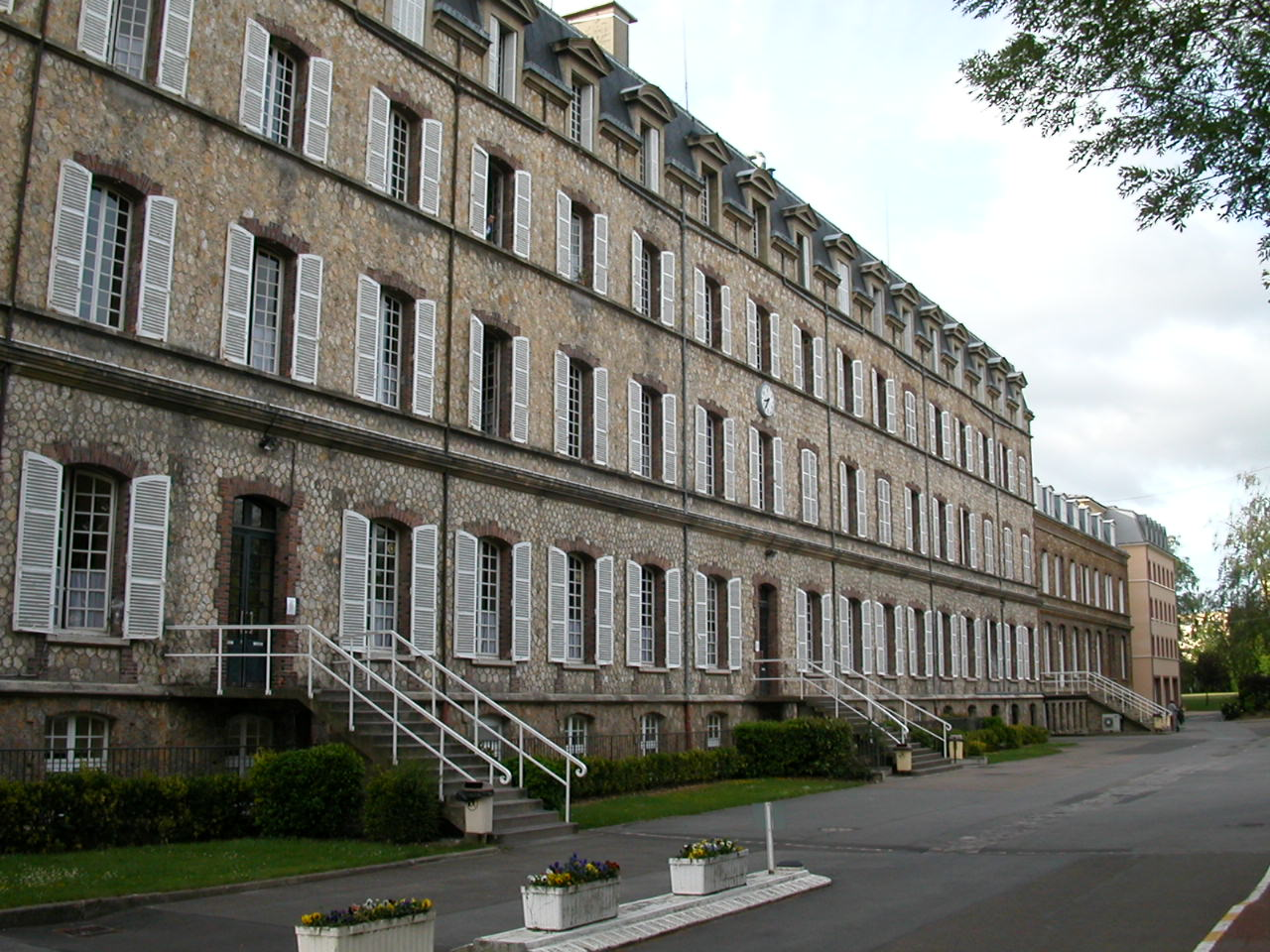
Le lycée Sainte-Geneviève dit « Ginette ».

Après un an passé aux États-Unis, il est nommé,, simultanément à diverses tâches d'aumônerie. Il retourne ensuite au lycée Saint-Louis-de-Gonzague comme professeur de rhétorique et aumônier. Il y est préfet pendant douze ans jusqu’en 1957. À cette date, il est nommé recteur du lycée Sainte-Geneviève de Versailles, poste qu'il occupe jusqu’en 1962.
Dans tous ces postes, il encourage vivement et facilite la pratique sportive des élèves.

### Le sport
Alain Maucorps est en effet un ancien sportif de haut-niveau. Sélectionné en équipe de France amateur de football, il est aussi, après son service militaire, membre de la première équipe de basket-ball de Villeurbanne lors d'un séjour à Fourvière avant son ordination. Ses convictions l'amènent très vite à des responsabilités à l’Union générale sportive de l'enseignement libre (UGSEL), dont il assure l'aumônerie ainsi que celle de l'Institut libre d'éducation physique supérieur (ILEPS) où il est professeur de psychologie avant Alexandre Rey-Herme et dont il assure quelques mois la direction intérimaire.
En 1958, il succède au chanoine Jean Wolff à la charge de conseiller ecclésiastique de la Fédération sportive de France (FSF),, alors présidée par Gilbert Olivier. La fonction est alors encore à mi-temps et il fait tout son ministère sous cette unique présidence. La période est difficile du fait de la prise de distance de certaines paroisses à l'égard de leurs patronages et la hiérarchie religieuse tient à confier la gestion morale de cet épineux problème à une personnalité reconnue. Le père Maucorps s'efforce de définir et de bien limiter la place de l'aumônier, trop souvent « homme à tout faire », dans l'association sportive tout en préparant les laïcs à leur ministère spécifique à travers une série de fiches de réflexion.
Après avoir réussi à assurer simultanément pendant quatre ans l'aumônerie de l'UGSEL, l'ILEPS, la FSF et la direction du lycée Sainte-Geneviève de Versailles, il se retire en 1962 pour reprendre un simple poste d'enseignant dans son premier établissement, laissant place à Jean Berthou à la FSF.

### Accompagnement des scolaires puis des drogués sur leBel espoir
En 1968, il répond à l'appel d'un de ses anciens élèves du collège de Brest, Michel Jaouen,,,, et l’accompagne pendant quatre ans à bord du navire à voile Bel espoir,,,,,,, propriété de l'Aumônerie des jeunes délinquants (AJD), d'abord en 1971 pour une traversée de l'Atlantique avec quinze scolaires dont il est l'enseignant principal puis comme accompagnateur pour aider à la réhabilitation de jeunes drogués, en 1972, 1973 et 1974,,. À partir de 1972, l'initiative est soutenue par Joseph Comiti et en 1973 l'AJD fait l'acquisition de la goélette à trois mâts Rara-Avis. Chacun de ces voyages en mer fournit l'occasion à vingt jeunes drogués volontaires de s'en sortir ; au vu des résultats, l'État subventionne complètement l'opération, au bénéfice des volontaires à la réinsertion qui peuvent s'inscrire au centre de désintoxication qu'ils ont fréquenté, à l'organisme qui les a pris en charge ou « directement au Père Alain Maucorps ». Le mensuel catholique La Nef consacre alors un article au bateau Le bel espoir, évoquant « le voilier qui emmène chaque année vingt ou vingt-cinq anciens drogués ou ex-délinquants sous la responsabilité de Michel Jaouen et d'Alain Maucorps », relevant au passage combien « la presse à sensation s'empare de ces images d'aventures qui, en France, cadrent mal avec l'image que l'on se faisait des religieux confinés dans les sacristies, les dévotions et les collèges ».
La revue Études, quant à elle, relève que « la grande presse, écrite ou télévisée, télévisée, décrit, avec une sympathie parfois ambiguë, les « croisières » du Bel Espoir Il », précisant cependant que « ce ne sont ni des photos de voiles et de mer ni les réponses sans complaisance du Père Michel Jaouen aux questions rusées des journalistes qui peuvent donner une idée exacte du projet Bel Espoir, de sa réalisation et de ses conséquences ». Le journal Le Monde quant à lui écrit que « selon le Père Maucorps, un autre jésuite qui travaille avec le Père Jaouen, un tiers des jeunes peuvent être complètement remis en selle, un tiers restent fragiles mais peuvent reprendre une vie sociale, pour un tiers, enfin, le voyage est un échec ». Dans ces conditions, une journée de mer revient à l'État, par toxicomane, à 120 F, ce qui est environ la moitié du prix de journée dans un hôpital et certainement moins onéreux, comme le fait remarquer le Père Maucorps, que les séjours en prison.
Alain Maucorps relate le fruit de cette expérience dans un ouvrage à succès,. Chantal Loiselet en évoque l'existence dans une interview au cours de laquelle elle parle d'« un livre datant des années 1970 écrit par le Père Maucorps, « Trois voyages avec les drogués » qui raconte les premières traversées du Bel Espoir ». Un autre écrit émanant de Louis Beirnaert relève en outre que l'auteur « y consacre quelques pages amicales mais franches à son rude employeur : M. Jaouen » ; le père Beirnaert considère ce récit comme représentant « un document unique, âpre, sans concession, qui témoigne — le bel espoir — que pour faire un homme, la mer est une meilleure alliée que les promesses et les paperasses des ministères ».

### Fin de ministère presbytéral
Supérieur de 1976 à 1979 du Centre d'études pédagogiques (CEP) fondé par Pierre Faure, il part au Japon comme responsable de la paroisse francophone de Tokyo et enseigne à l'université Sophia. En 1983, il revient dans le diocèse de Versailles comme curé de Voisins-le-Bretonneux puis à partir de 1988 comme vicaire-auxiliaire de Saint-Germain-en-Laye. Il meurt le 13 décembre 1990. Les contributions d'Alain Maucorps à la réflexion sur les activités physiques et à la réinsertion des jeunes marginalisés ont été particulièrement notoires en leur temps.

## Apports théoriques

### Philosophie
Pour François Hochepied, docteur en sciences de l'éducation œuvrant à l'ILEPS, affilié à l'Institut catholique de Paris (ICP), la préhension christique d'Alain Maucorps fait état de l'indissociabilité « corps, âme, esprit », ce qui l'amène à s’interroger sur les fondements d'une « pratique sportive spécifiquement chrétienne qui cherche à s'inscrire dans les institutions et collèges de l'enseignement libre à l'instigation de René Barbier de la Serre et dont l'aumônier général de l'UGSEL, le Père A. Maucorps, brosse les contours ». Dans un article paru en avril 1948 dans la revue de l'UGSEL, Maucorps postule que « nous ne possédons que des notions éparses sur le caractère sacré du corps, sur ses rapports avec l'âme, sur sa valeur de signe, sur sa destinée glorieuse dans le monde ressuscité, sur sa mission sacramentelle d'union et d'expression »,. C'est pourquoi, selon lui, le sport serait en mesure de constituer « un moyen d'expérience religieuse pour vérifier la profondeur et la solidité de ses principes religieux et constater la concordance des exigences évangéliques et des obligations sportives »,. La vision exégétique de cet ecclésiaste argue en outre que « c'est la quête de la symbiose corps-âme qui s'avère être le combat permanent et la réelle mission divine de l'éducateur chrétien-entraîneur : d'une part, au niveau de la gestion de la vie quotidienne de son athlète et, d'autre part, au niveau de la réflexion purement théologique, puisque le travail de pensée n'a pas encore été fait et est terriblement éprouvant »,,. Somme toute, selon Maucorps, « il s'agit de se faire une âme à ce point claire et rayonnante qu'elle transfigure le corps et fasse parler de Dieu »,,.

### Libération
La Nouvelle revue théologique esquisse les prémices de l'approche thérapeutique proposée par le père Alain Maucorps aux jeunes drogués en proie à leur dépendance : 

« Bel Espoir II, c'est le nom de la goélette à bord de laquelle Alain Maucorps, depuis longtemps directeur de Pédagogie,, a fait trois voyages avec les drogués. Il accompagnait son confrère le P. M. Jaouen, âme de marin et apôtre des jeunes délinquants, qui, après une croisière offrant des classes de mer à des scolaires en difficulté, renouvelait l'expédition au bénéfice d'un groupe bien spécifique. Il s'agissait de ménager à ceux-ci, après la cure de sevrage par où commence la thérapeutique des toxicomanes, une « post-cure » qui exploite « les immenses ressources pédagogiques de l'Océan ». Sur la base de notes prises sur le vif au jour le jour, le P. Maucorps a rédigé la relation circonstanciée des trois expéditions transatlantiques accomplies entre la France et les Antilles : un récit nullement teinté de rose. Si le bilan est positif, les progrès acquis sont précaires et les « résultats » modestes. Une réhabilitation stable exigerait encore, on le sait, tout un «service de suite». Devant le délabrement causé par la drogue, la science médicale et l'art de guérir n'en sont qu'à leurs débuts. »

— Nouvelle revue théologique, 1976
.

### Réinsertion
En 1975, année où il est « adjoint du père Jaouen pour les croisières du Bel Espoir »,, Alain Maucorps est interviewé par la Revue internationale de criminologie et de police technique. Il y déclare : « Nous ne sommes pas un office de conformisme social ». En effet, même si « d'autres structures existent en milieu urbain », à l'image notamment du foyer de postcure de Sartrouville, il se trouve que « ni les unes, ni les autres, ne se vouent uniquement à la réinsertion dans la société ». Alain Maucorps part du principe que « ces tentatives sont isolées et ne concernent que quelques dizaines de toxicomanes ». Par ailleurs, « il ne faut pas négliger, non plus, le rôle de postcure que peuvent jouer les parents et les éducateurs ». L'échange se poursuit sur une citation de Robert Boulin, alors ministre de la Santé publique et de la Sécurité sociale qui, en 1972, écrivait : « En matière de toxicomanie, il n'existe pas une doctrine rigoureuse et définitive, mais, au contraire, une pluralité de modes d'approche et de nombreuses expériences se déroulant aussi bien en France qu'à l'étranger ».

## Publications
Rédacteur en chef de la revue Pédagogie,, Alain Maucorps rédige un grand nombre d’articles. Il est connu du grand public par son ouvrage le plus médiatique — Le bel espoir — publié en 1975 aux éditions du Pen Duick puis réédité à sept reprises en sus de se voir diffusé à plusieurs dizaines de milliers d'exemplaires avant de paraître en italien chez Ugo Mursia Editore (it) en 1978 sous le titre La route de l'espoir puis une nouvelle fois en français en 1979 chez France Loisirs. Roger Joseph, du journal L’Impartial, qualifie l’œuvre de « document humain, d'une grande richesse » et la présente comme « la chronologie passionnante d'une aventure hors du commun ». Louis Beirnaert, de la revue Études, évoque le « témoin actif » qu'a été le Père Alain Maucorps en 1972, 1973 et 1974 « non en reporter pour écrire un livre, mais en compagnon, en interlocuteur accueillant mais lucide, ami vrai et donc sincère ».

### Œuvres
- Alain Maucorps (ill. Louis Ponchelet, photographies de Marc Salaun et Hilaire de Malglaive[28]), Le Bel espoir[12],[18] : trois voyages avec les drogués, Paris, éditions du Pen Duick[28], 1975, 282 p. (ISBN 978-2-85513-004-0, BNF 34555853) : sept rééditions entre 1975 et 1979 ;

Traduit en italien en 1978 :
- (it) Padre Alain Maucorps, La rotta della speranza : sessanta giovani drogati a bordo del "Bel Espoir" per ritrovare se stessi e la gioia di vivere [« La route de l'espoir : soixante jeunes drogués à bord du Bel espoir avec pour dessein de se réconcilier avec eux-mêmes en recouvrant la joie de vivre »], Milan, Ugo Mursia Editore (it), coll. « Biblioteca del mare. Crociere regate », 1978, 235 p. (ISBN 8842587052 et 9788842587057, OCLC 797799316)

Réédité en 1979 sous les références :
- Alain Maucorps (ill. Louis Ponchelet, photographies de Marc Salaun[29]), Le Bel espoir : trois voyages avec les drogués, Paris, éditions France Loisirs[29], coll. « Actualité », 1979, 2e éd. (1re éd. 1975 aux éditions du Pen Duick[28] (BNF 34555853)), l'auteur fait le récit de trois traversées de l'Atlantique sur un voilier (1972-74), dans l'espoir d'aider de jeunes drogués[30] (ISBN 2-7242-0613-4, OCLC 461685617, BNF 34674514) [lire un extrait]

### Récompense
Le livre d'Alain Maucorps — Le Bel espoir — a obtenu le prix Drakkar en 1976 décerné en présence du navigateur français Éric Tabarly.